# Hvítárholt
Hvítárholt è uno stabilimento edificato sui banchi di Hvítá in  Hrunamannahreppur, Árnessýsla, Islanda. È uno dei primi insediamenti islandesi, e gli scavi rivelarono informazioni sulle antiche costruzioni, e portarono alla luce anche una moneta romana.

## Collocazione
La collocazione è inusuale perché ad un'elevata altezza ed esposto al vento, e non ci sono sufficienti fonti di acqua. Il fiume Hvítá si congela in inverno e straripa in primavera. Queste condizioni contribuirono all'abbandono e rilocazione dell'insediamento.

## Ritrovamenti archeologici
Nel 1963, a Hvítárholt vennero rinvenuti i resti d'una antica abitazione umana. A un esame più approfondito i ricercatori scoprirono che si trattava di un insediamento risalente a un periodo compreso fra l'870 e il 1056 (la cosiddetta Saga Age), e decisero di esaminare attentamente l'area attorno all'odierno
insediamento. È stata condotta una vasta analisi archeologica, che durò, con alcune interruzioni, dall'estate del 1963 al 1967. La ricerca è stata diretta da  Þór Magnússon.
Si tratta di uno dei più antichi stanziamenti islandesi rinvenuti, datato al IX secolo. L'area attraverso cui i reperti erano distribuiti era abbastanza
estesa: una cresta dai 600 agli 800 metri di larghezza. Lo scavo, una volta concluso, portò alla luce alcuni dei più importanti e singolari artefatti risalenti alla “Saga Age”, che hanno contribuito ad accrescere la nostra conoscenza circa le occupazioni umane degli uomini del tempo e sul il loro stile di vita. Inoltre sono stati rinvenuti dieci edifici di vario tipo: tutti sembrano appartenere allo stesso periodo, approssimativamente il X secolo. Fra questi, tre grandi case lunghe e resti di una stalla e un fienile. Per di più sono state trovate cinque case a fossa, un tipo di abitazione sconosciuta in Islanda. Un altro dato che rende gli scavi di Hvítárholt una scoperta di notevole importanza, è che il sito in cui è stato effettuato lo scavo non è assolutamente menzionato nei testi antichi. Le case lunghe avevano uguali dimensioni, ed è stato suggerito che questo tipo di stanziamento, adatto a raggruppare più
nuclei familiari, si inscriva in una fase pionieristica. 